# Kibungan
Kibungan è una municipalità di quarta classe delle Filippine, situata nella Provincia di Benguet, nella Regione Amministrativa Cordillera.
Kibungan è formata da 7 baranggay:
- Badeo
- Lubo
- Madaymen
- Palina
- Poblacion
- Sagpat
- Tacadang